# الدوري الباراغواياني لكرة القدم 2006
الدوري الأوروغواياني لكرة القدم 2006 (بالإسبانية: Campeonato Paraguayo de Fútbol 2006) هو الموسم 96 من الدوري الباراغواياني لكرة القدم. كان عدد الأندية المشاركة فيه 11، وفاز فيه نادي ليبرتاد.